# Wilhelm Denifl
Wilhelm „Willi“ Denifl (* 10. November 1980 in Rum) ist ein ehemaliger österreichischer Nordischer Kombinierer und heutiger Trainer.

## Werdegang
Der Sportsoldat Denifl vom SV Innsbruck-Bergisel betreibt seit 1989 Skisport. Sein internationales Debüt gab er zur Saison 1998/99 im B-Weltcup der Nordischen Kombination. Nachdem er in den ersten beiden Jahren erste Erfolge sammeln konnte, gab er am 16. Jänner 2000 bei einem Sprint in Breitenwang sein Weltcupdebüt, verpasste aber als 39. die Punkteränge. Bei den Nordischen Junioren-Skiweltmeisterschaften 2000 in Štrbské Pleso gewann Denifl gemeinsam mit David Kreiner, Florian Aichinger und Bernhard Gruber die Bronzemedaille im Teamwettbewerb.
Im Sommer 2000 startete Denifl im Sommer-Grand-Prix und erreichte bereits beim Auftakt in Klingenthal als 26. die Punkteränge. Auch in Oberhof, Stams und Berchtesgaden landete er in den Punkten. In Berchtesgaden erreichte er als 10. seine erste Platzierung unter den besten zehn. Im Jänner 2001 gelang Denifl auch im Weltcup sein erster Punkteerfolg. Den Einzelwettbewerb in Reit im Winkl beendete er auf Rang 27. Trotz dieser ersten Punkteplatzierungen startete Denifl auch weiterhin parallel im B-Weltcup und gewann dabei zum Saisonende den Einzelwettbewerb in Mo i Rana.
Zu Beginn der Saison 2001/02 gelang Denifl als 10. in Kuopio auch seine erste Top-10-Platzierung bei einem Weltcup im Winter. Zum Saisonende gelangen ihm im B-Weltcup zudem erneut zwei Siege in Calgary und Lake Placid. Im Jänner 2003 gelang ihm mit dem fünften Platz beim Weltcup in Chaux-Neuve seine bis dahin beste Weltcup-Platzierung.
Bei den Nordischen Skiweltmeisterschaften 2003 im Val di Fiemme trat Denifl mit recht großem Erfolg an. Neben guten Platzierungen in den Einzelrennen, Rang acht im Gundersen und Rang 10 im Sprint, gewann er mit Michael Gruber, Christoph Bieler und Felix Gottwald die Goldmedaille im Teamwettbewerb. Nachdem sich Denifl in der Folge fest in den Punkterängen des Weltcups etablieren konnte, beendete er seine erste gute Saison bereits auf Rang 11 der Weltcup-Gesamtwertung. Auch beim Sommer-Grand-Prix 2003 gelangen Denifl erneut zwei Top-10-Platzierungen.
Ab Saison 2003/04 musste Denifl mit starken Leistungsschwankungen kämpfen. Zwar belegte er regelmäßig die Punkteränge, verpasste aber auch in allen Weltcups die Top 10 und zeitweise gar die Punkteränge. Erst im Dezember 2005 gelang Denifl in Ramsau am Dachstein wieder der Sprung unter die besten zehn mit dem achten Platz im Massenstart. Jedoch konnte er diese Leistung auch weiter nicht halten. Erst beim Sommer-Grand-Prix 2006 erreichte Denifl in Bischofshofen wieder eine Topplatzierung. Beim Teamwettbewerb in Berchtesgaden verpasste die Mannschaft als Vierte sogar einen Podestrang. Ebenso passierte es der Mannschaft auch beim Team-Weltcup in Lago di Tesero im Jänner 2007.
Beim Sommer-Grand-Prix 2007 feierte Denifl in Oberhof mit einem dritten Rang sein erstes A-Klasse-Podium. Nach weiteren Topergebnissen belegte er am Ende den fünften Gesamtrang. Auch in die Saison 2007/08 startete Denifl vielversprechend als Neunter in Kuusamo. Nachdem ihm auch in Trondheim zwei Top-10-Resultate gelangen wähnte man Denifl zurück in der Weltspitze. Jedoch konnte er auch diesmal keine Konstanz zeigen. Zwar erreichte er im Val di Fiemme und in Klingenthal noch einmal zwei Top-10-Platzierungen, es blieben jedoch die letzten bis zum Ende der Saison, die er auf Rang 17 der Gesamtwertung abschloss.
In die neue Saison 2008/09 startete Denifl erfolgreich mit zwei sechsten Plätzen in Kuusamo und zwei vierten Plätzen in Trondheim und Ramsau am Dachstein. Mit der Mannschaft erreichte er in Schonach im Schwarzwald als Dritter wieder einen Podiumsplatz. Bei den Nordischen Skiweltmeisterschaften 2009 konnte Denifl in Liberec als 30. im Einzel und Rang fünf mit der Mannschaft keine Topplatzierungen.
Auch im Weltcup verlief es für Denifl in der Folge erneut turbulent. So verpasste er erneut mehrfach die Punkteränge im Weltcup und erhielt schlussendlich keinen Startplatz bei den Olympischen Winterspielen 2010 in Vancouver. Lediglich als Ersatzmann reiste er nach Kanada. In der folgenden Saison 2010/11 verpasste er mit der Mannschaft in Seefeld in Tirol nur knapp den ersten Teamerfolg und wurde Zweiter. Bei den Nordischen Skiweltmeisterschaften 2011 in Oslo erreichte er in den beiden Einzelwettbewerben die Plätze 13 und 19. Zum Saisonende stellte Denifl in Lahti seine Qualität als Vierter noch einmal unter Beweis und beendete die Saison schließlich erneut auf Rang 17 der Gesamtwertung.
In der Saison 2011/12 gelang Denifl zunehmend der Sprung unter die besten des Weltcups. In Liberec gelang ihm als Dritter eine überraschend gute Einzel-Podiums-Platzierung. In der Weltcup-Gesamtwertung erreichte er Rang 11. Seine bislang beste Saison bestritt Denifl mit der Weltcup-Saison 2012/13, in der er im Jänner 2013 in Klingenthal erneut aufs Podium lief. Auch beim Olympiatest in Sotschi erreichte er Rang drei. Bei den folgenden Nordischen Skiweltmeisterschaften im Val di Fiemme verpasste er nach Rang 20 von der Normalschanze, von der Großschanze als Sechster nur knapp eine Medaille. Dies gelang ihm schließlich mit seinem Partner Bernhard Gruber beim Teamsprint, wo er Silber gewinnen konnte. Zum Saisonende landete er beim Einzelweltcup in Oslo noch einmal auf dem Podium, bevor er die Saison als Achter der Gesamtwertung abschloss.

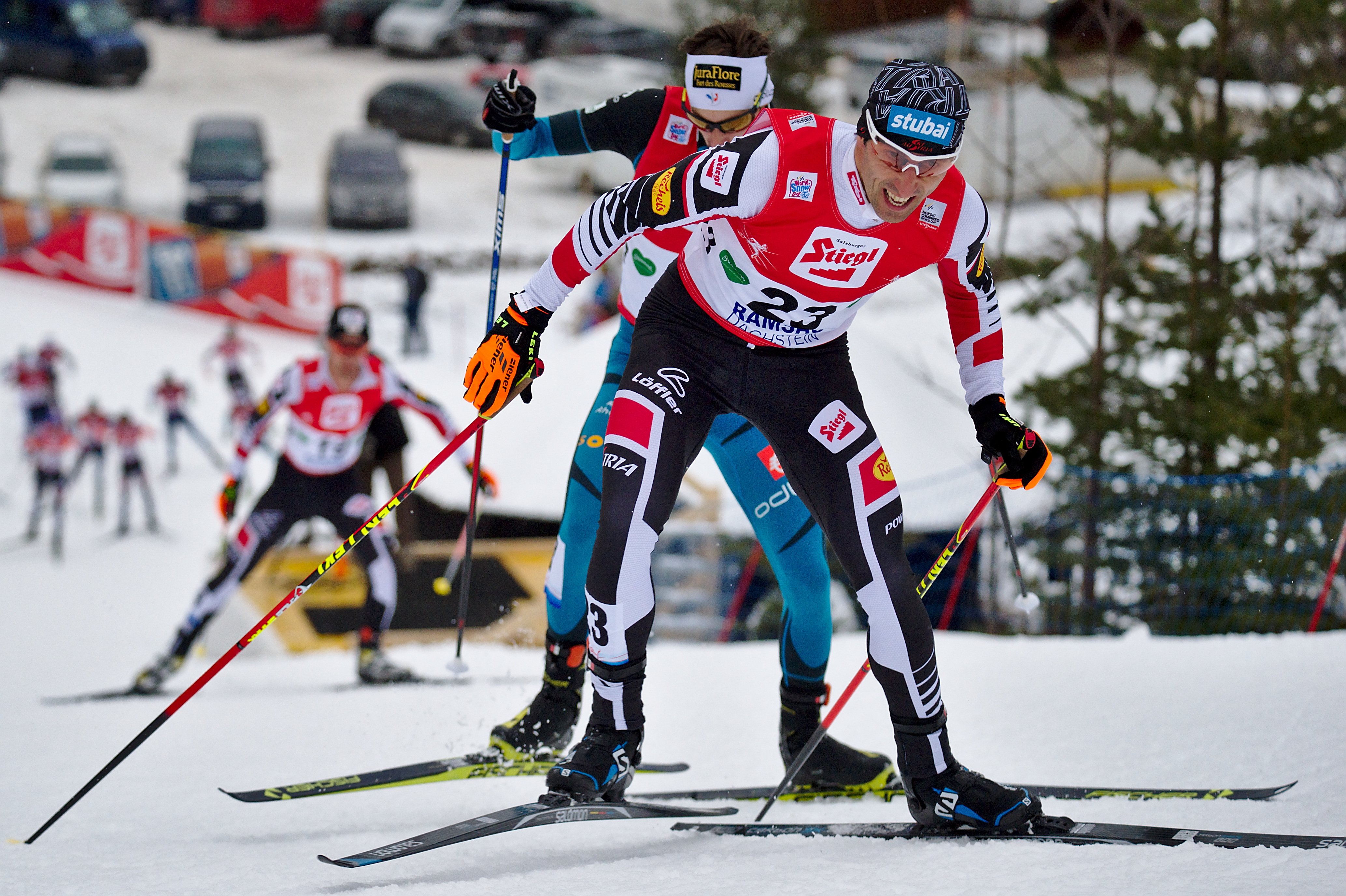
Denifl in Ramsau 2016

In der Saison 2013/14 gelang ihm am 5. Jänner 2014 sein erster Weltcup-Sieg beim Einzel in Tschaikowski. Daraufhin erhielt er die Nominierung für die Olympischen Winterspiele 2014 in Sotschi. Dort startete Denifl jedoch nur im Einzelwettbewerb von der Normalschanze und erreichte dabei Rang 19.
Die beiden Weltcup-Saisons 2014/15 und 2015/16 verliefen insgesamt relativ enttäuschend. Vor allem eher mäßige Sprungergebnisse sorgten immer wieder für große Rückstände beim Start in die folgenden Einzelrennen, so dass ein neunter Gesamtrang beim 10-km-Gundersen-Lauf in Val di Fiemme das beste Ergebnis 2015 blieb. Wenn ihm ein guter Sprung gelingt, dann ist er aber immer ein Kandidat fürs Podium, was er im Februar 2016 im finnischen Kuopio mit einem dritten Gesamtrang eindrucksvoll unter Beweis stellte.
Der Start in die Saison 2016/17 gelang erfolgreich. Beim Auftaktbewerb im finnischen Ruka erreichte er im 10-km-Gundersen-Lauf mit Platz 2 das Podium und durfte bereits bei der in Lillehammer folgenden Teamstaffel zusammen mit David Pommer, Mario Seidl und Philipp Orter mit Platz 3 ein weiteres Mal aufs Stockerl. Leider hatte er bei den beiden das Jahr 2016 abschließenden Einzelbewerben in Ramsau am Dachstein Pech bei den Sprüngen und damit keine Chancen mehr auf gute Platzierungen.
Denifl vertrat Österreich 2018 bei den Olympischen Winterspielen in Pyeongchang. Im Teambewerb von der Großschanze gewann er zusammen mit Lukas Klapfer, Bernhard Gruber und Mario Seidl Bronze.
Denifl konnte am 3. März 2018 mit seinem Partner Bernhard Gruber den Kombi-Teamsprint in Lahti gewinnen.
Zur Saison 2019/20 wurde Denifl zusammen mit Thomas Baumann Trainer des österreichischen Continental-Cup-Teams. Für die Saison 2023/24 wurde er zum Cheftrainer der Nordischen Kombiniererinnen des ÖSV ernannt.

## Erfolge
| Nr. | Datum          | Ort          | Disziplin |
| --- | -------------- | ------------ | --------- |
| 1.  | 5. Jänner 2014 | Tschaikowski | Gundersen |

| Nr. | Datum        | Ort   | Disziplin    |
| --- | ------------ | ----- | ------------ |
| 1.  | 3. März 2018 | Lahti | Teamsprint 1 |

| Nr. | Datum         | Ort         | Disziplin   |
| --- | ------------- | ----------- | ----------- |
| 1.  | 17. März 2001 | Mo i Rana   | Gundersen   |
| 2.  | 3. März 2002  | Calgary     | Massenstart |
| 3.  | 7. März 2002  | Lake Placid | Sprint      |

## Statistik
| Jahr und Ort     | Wettbewerb   | Wettbewerb   | Wettbewerb |
| Jahr und Ort     | Gundersen NS | Gundersen GS | Team       |
| ---------------- | ------------ | ------------ | ---------- |
| 2014 Sotschi     | 29.          | 08.          | 03.        |
| 2018 Pyeongchang | 19.          | –            | –          |

| Jahr und Ort       | Wettbewerb   | Wettbewerb   | Wettbewerb | Wettbewerb | Wettbewerb | Wettbewerb |
| Jahr und Ort       | Gundersen NS | Gundersen GS | Sprint     | Team NS    | Team GS    | Teamsprint |
| ------------------ | ------------ | ------------ | ---------- | ---------- | ---------- | ---------- |
| 2003 Val di Fiemme | 08.          | –            | 10.        | 01.        | –          | –          |
| 2009 Liberec       | 30.          | –            | –          | –          | 05.        | –          |
| 2011 Oslo          | 13.          | 19.          | –          | –          | –          | –          |
| 2013 Val di Fiemme | 20.          | 06.          | –          | 05.        | –          | 02.        |
| 2015 Falun         | 28.          | –            | –          | –          | –          | –          |
| 2017 Lahti         | –            | 05.          | –          | –          | –          | 04.        |

| Saison  | Platz | Punkte |
| ------- | ----- | ------ |
| 2005/06 | 27.   | 181    |
| 2007/08 | 17.   | 294    |
| 2008/09 | 17.   | 327    |
| 2009/10 | 23.   | 204    |
| 2010/11 | 17.   | 217    |
| 2011/12 | 11.   | 537    |
| 2012/13 | 08.   | 418    |
| 2013/14 | 09.   | 380    |
| 2014/15 | 20.   | 188    |
| 2015/16 | 18.   | 259    |
| 2016/17 | 09.   | 442    |
| 2017/18 | 13.   | 466    |
| 2018/19 | 20.   | 266    |

## Auszeichnungen
- 2003: Denifl wurde mit dem Goldenen Ehrenzeichen für Verdienste um die Republik Österreich ausgezeichnet.

## Privates
Denifl lebt heute in Weißkirchen und hat zwei Schwestern. Er ist verheiratet mit seiner Frau Ute und hat zwei Töchter namens Nina und Hanna. In Nauders gibt Denifl in regelmäßigen Abständen Skilanglaufkurse.